# Torneio de Roland Garros de 1968
O Torneio de Roland Garros de 1968 foi um torneio de tênis disputado nas quadras de saibro do Stade Roland Garros, em Paris, na França, entre 27 de maio e 9 de junho. Corresponde à 1ª edição da era aberta e à 67ª de todos os tempos.

## Finais

### Profissional
| Categoria | Evento    | Campeã(s)(o/ões)                   | Vice-campeã(s)(o/ões)          | Resultado          | Chave(s)  | Chave(s)       |
| --------- | --------- | ---------------------------------- | ------------------------------ | ------------------ | --------- | -------------- |
| Simples   | Masculino | Ken Rosewall                       | Rod Laver                      | 6–3, 6–1, 2–6, 6–2 | principal | qualificatório |
| Simples   | Feminino  | Nancy Richey                       | Ann Haydon Jones               | 5–7, 6–4, 6–1      | principal | qualificatório |
| Duplas    | Masculino | Ken Rosewall Fred Stolle           | Roy Emerson Rod Laver          | 6–3, 6–4, 6–3      | principal | principal      |
| Duplas    | Feminino  | Françoise Dürr Ann Haydon Jones    | Rosie Casals Billie Jean King  | 7–5, 4–6, 6–4      | principal | principal      |
| Duplas    | Misto     | Françoise Dürr Jean-Claude Barclay | Billie Jean King Owen Davidson | 6–1, 6–4           | principal | principal      |

### Juvenil
| Categoria | Evento    | Campeã(s)(o/ões) | Vice-campeã(s)(o/ões) | Resultado     | Chave(s)  | Chave(s)       |
| --------- | --------- | ---------------- | --------------------- | ------------- | --------- | -------------- |
| Simples   | Masculino | Phil Dent        | John Alexander        | 6–3, 3–6, 7–5 | principal | qualificatório |
| Simples   | Feminino  | Lesley Hunt      | E. Izopajtyse         | 6–4, 6–2      | principal | qualificatório |